# Attagenus birmanicus
Attagenus birmanicus es una especie de coleóptero de la familia Dermestidae.

## Distribución geográfica
Habita en Assam, Yunnan y Birmania.